# Biblioteca del Seminario Vescovile di Pavia
La Biblioteca del Seminario Vescovile di Pavia conta un patrimonio librario di oltre 144.957 volumi. Tra i maggiori sottoinsiemi di quest’ingente patrimonio ricordiamo: 214 manoscritti, 60 incunaboli, circa 2.000 cinquecentine, oltre 7.500 volumi stampati tra il XVII e il XVIII secolo, le 2.550 fotografie, 193 tesi di laurea e 73 periodici attivi.

## Storia
Nell'anno 1564 il vescovo di Pavia Ippolito de’ Rossi, ottemperando ai decreti del concilio di Trento, fondò il Seminario. Si può supporre che sin dai primi decenni del Seminario fosse presente una raccolta libraria circolante ad uso dei chierici e dei professori, anche se fino ai primi anni del XVIII secolo molto spesso i chierici frequentarono i corsi di teologia e filosofia presso alcune congregazioni religiose, gesuiti e barnabiti in particolare. Il patrimonio librario, dunque, inizialmente modesto, andò man mano aumentando nei secoli successivi grazie a importanti donazioni, come quello disposto nel 1812 dal marchese Angelo Matteo Bellingeri, nel 1817 dal can. Magnaghi, nel 1841 da mons. Luigi Tosi, da don Pietro Moiraghi e nel 1961 dall'arcivescovo Alberto Castelli.

## La sede
La biblioteca è ospitata all’interno dell’ex monastero femminile di Santa Maria Teodote, sorto durante il regno di Cuniberto, tra il 679 e il 700, per opera dell’aristocratico Gregorio. L’ente, grazie alle numerose donazioni e concessioni ricevute da re e imperatori, deteneva un vasto patrimonio, localizzato in particolare a Fidenza, Voghera e Zenevredo, dove il monastero deteneva diritti signorili di banno. Nel 1473 fu unito alla Congregazione Cassinese e nel 1799 venne soppresso dalla repubblica Cisalpina. Il complesso dal 1864 ospita il Seminario Vescovile. La biblioteca si trova all’interno del grande chiostro rinascimentale, realizzato nella seconda metà del Quattrocento (inglobando i resti del massiccio campanile, risalente all'età longobarda, dell'oratorio di San Michele alla Pusterla. Il chiostro, forse realizzato su progetto di Giovanni Antonio Amadeo, si caratterizza per le arcate slanciate e piene di respiro, sorrette da colonne in marmo. Le ghiere delle arcate meridionali sono rivestite di formelle in cotto che recano figure di putti.

## I fondi librari
La biblioteca dispone di 19 fondi, tra i principali ricordiamo:
Fondo Angelini: donato da Cesare Angelini (Albuzzano 1886- Pavia 1976), presbitero, scrittore e critico letterario, insegnò Lettere presso il seminario di Cesena e poi fu rettore del Collegio Borromeo dal 1939 al 1961. Il fondo è formato da 1.706 volumi di argomento letterario.
Fondo Radlinski: formato da 936 volumi di argomento storico e geografico donati da Giovanni Radlinski (Spoleto 1876- Pavia 1961). Radlinski, studente presso il Collegio Ghislieri e laureato in Giurisprudenza presso l’università di Pavia, fu presidente della Fiera Campionaria di Milano e presidente della Commissione di Vigilanza dei Civici Istituti di Arte e Storia del Comune di Pavia.
Fondo Tosi: conserva 698 volumi (tra cui diverse cinquecentine) appartenuti a Luigi Tosi (Busto Arsizio 1763- Pavia 1845), uomo di vasta e raffinata cultura (era membro onorario dell'Istituto Lombardo di Scienze, Lettere ed Arti), amico e padre spirituale di Alessandro Manzoni e della sua famiglia, fu vescovo di Pavia dal 1823 fino alla morte.
Fondo Noè: donato da Virgilio Noè (Zelata 1922- Roma 2011), cardinale presbitero della Regina Apostolorum, presidente della Fabbrica di San Pietro, arciprete della Basilica di San Pietro in Vaticano e vicario generale di Sua Santità per la Città del Vaticano. Il fondo consiste in 14.140 volumi prevalentemente di argomento religioso.